# Ernestia laevigata
Ernestia laevigata là một loài ruồi trong họ Tachinidae.